# Diedorf (Bavaria)
Diedorf este o comună-târg din districtul Augsburg, regiunea administrativă Schwaben, landul Bavaria, Germania.